# Rhoptromyrmex
Rhoptromyrmex là một chi côn trùng thuộc họ Formicidae. Chi này có các loài sau:
- Rhoptromyrmex mayri
- Rhoptromyrmex schmitzi